# Konstruovatelná množina
Konstruovatelná množina je matematický pojem z oblasti teorie množin. Používá se pro označení „slušně se chovajících“ množin v tom smyslu, že je lze pomocí několika základních množinových operací získat transfinitní rekurzí z prázdné množiny.

## Definice
Konstruovatelné množiny jsou definovány pomocí několika pomocných pojmů - pro přehlednost se tento článek neodkazuje na samostatné články pro jednotlivé pojmy, ale zavádí je všechny zde:

### Uzavřenost na základní operace
Označme symboly {\displaystyle F_{1},F_{2},\ldots ,F_{7}\,\!} následující množinové funkce:
- {\displaystyle F_{1}(x)=Dom(x)\,\!}
- {\displaystyle F_{2}(x)=\{[a,b]\in x:a\in b\}\,\!}
- {\displaystyle F_{3}(x)=\{[a,b]:[b,a]\in x\}\,\!}
- {\displaystyle F_{4}(x)=\{[a,b,c]:[a,c,b]\in x\}\,\!}
- {\displaystyle F_{5}(x,y)=\{x,y\}\,\!}
- {\displaystyle F_{6}(x,y)=x-y\,\!}
- {\displaystyle F_{7}(x,y)=x\times y\,\!}

Funkce {\displaystyle F_{1},\ldots ,F_{7}} se nazývají základní operace či gödelovské operace.
Řekneme, že množina {\displaystyle S\,\!} je uzavřená na základní operace, pokud s každými dvěma množinami obsahuje i jejich obrazy podle výše uvedených sedmi funkcí, tj.

{\displaystyle (\forall x,y\in S)(F_{1}(x),F_{2}(x),F_{3}(x),F_{4}(x),F_{5}(x,y),F_{6}(x,y),F_{7}(x,y)\in S)}

### Uzávěr na základní operace
Máme-li množinu {\displaystyle S\,\!}, definujme posloupnost množin {\displaystyle S_{0},S_{1},\ldots ,\,\!} takto:

- {\displaystyle S_{0}=S\,\!}
- {\displaystyle S_{n+1}=S_{n}\cup \{x:(\exists u,v\in S_{n})(x\in \{F_{1}(u),F_{2}(u),F_{3}(u),F_{4}(u),F_{5}(u,v),F_{6}(u,v),F_{7}(u,v)\})\}\,\!}

Definujme uzávěr množiny S na základní operace jako:

{\displaystyle Df(S)=\bigcup \{S_{n}:n<\omega \}}
Vypadá to sice hrozivě, ale není na tom nic tak strašného - přeříkáno „po lidsku“ je uzávěr množina, která k prvkům původní množiny {\displaystyle S\,\!} přidá všechny výsledky libovolně nakombinovaných základních operací provedených pro prvky z {\displaystyle S\,\!}.

Není příliš složité si uvědomit, že uzávěr je množina uzavřená na základní operace, a že je to nejmenší taková nadmnožina pro {\displaystyle S\,\!}. Speciálně: pokud je {\displaystyle S\,\!} uzavřená na základní operace, platí {\displaystyle Df(S)=S\,\!}, to znamená, že množina uzavřená na základní operace je sama sobě uzávěrem.
Na závěr ještě označme
{\displaystyle Df^{+}(S)=Df(S\cup \{S\})\cap \mathbb {P} (S)}

Důvodem této (čistě pomocné) definice je, že při vytváření konstruovatelných množin nás nebudou zajímat uzávěry jako takové, ale pouze ty prvky uzávěru, které jsou podmnožinou původní množiny.

### Konstruovatelné množiny
Definujme transfinitní rekurzí množinové zobrazení {\displaystyle L\,\!} pro všechna ordinální čísla {\displaystyle \alpha \,\!} takto:

{\displaystyle L_{0}=\emptyset \,\!}, tj. prázdná množina 

- {\displaystyle L_{\alpha +1}=Df^{+}(L_{\alpha })\,\!}, tj. „modifikovaný“ uzávěr předchozího člena posloupnosti
- {\displaystyle L_{\alpha }=\bigcup \{L_{\beta }:\beta <\alpha \}\,\!} pro limitní ordinál {\displaystyle \alpha \,\!}

Třída konstruovatelných množin {\displaystyle \mathbb {L} } je definována jako:

{\displaystyle \mathbb {L} =\bigcup L_{\alpha }}

Její prvky nazýváme konstruovatelné množiny.

## Motivace a vlastnosti
Nabízí se otázka, co jsme to vlastně nadefinovali.

Představme si třídu všech ordinálních čísel {\displaystyle On\,\!} jako nekonečně vysoký sloup nebo kmen nekonečně vysokého stromu - s ohledem na to, že je tato třída dobře uspořádaná, není tato představa úplně od věci.

Třída {\displaystyle \mathbb {L} } přidává k tomuto kmeni patro po patru nějaké větve a listy a to tak, aby výsledek byl smysluplný (tj. pokud a,b leží uvnitř stromu, tak tam leží i {a,b} nebo a {\displaystyle \cup } b), ale zároveň co nejmenší - přidám vždy jen to nejnutnější.
Jiným příkladem konstrukce takového stromu, která si zdaleka nedává takový pozor na to, kolik toho přidá (a vytváří tedy mnohem širší a rozsochatější strom), je konstrukce fundovaného jádra, se kterým je {\displaystyle \mathbb {L} } porovnávána v následujícím odstavci.

### Srovnání s fundovaným jádrem
Konstrukce třídy konstruovatelných množin {\displaystyle \mathbb {L} } nápadně připomíná konstrukci fundovaného jádra {\displaystyle \mathbb {WF} }. Podstatný rozdíl je v tom, že zatímco v případě fundovaného jádra je další vrstva tvořena pomocí potenční množiny předchozí vrstvy, v případě {\displaystyle \mathbb {L} } si vybírám pouze velice malou část potenční množiny. Snadno se dá ukázat, že

{\displaystyle |L_{\omega +1}|=\omega \,\!}

zatímco pro vrstvu fundovaného jádra je 

{\displaystyle |V_{\omega +1}|=2^{\omega }>\omega \,\!}
V této analogii můžeme jít ještě dál:

Axiom fundovanosti v podstatě tvrdí (následující tvrzení je s ním ekvivalentní), že

{\displaystyle \mathbb {WF} =\mathbb {V} } - každá množina patří do fundovaného jádra.

Obdobně axiom konstruovatelnosti tvrdí, že

{\displaystyle \mathbb {L} =\mathbb {V} } - každá množina patří do třídy konstruovatelných množin (nebo jinak: každá množina je konstruovatelná).
Z definice {\displaystyle \mathbb {L} } přímo plyne {\displaystyle \mathbb {L} \subseteq \mathbb {WF} }.

### Vnitřní model teorie množin
Axiom konstruovatelnosti je bezesporný s axiomy Zermelo-Fraenkelovy teorie množin a je dokonce nezávislý - i jeho negace {\displaystyle \mathbb {L} \neq \mathbb {V} } je bezesporná s axiomy ZF.
Důvodem, proč je axiom fundovanosti součástí standardní axiomatiky ZF, zatímco axiom konstruovatelnosti nikoliv, je přílišná „síla“ axiomu konstruovatelnosti, který příliš zjednodušuje strukturu světa teorie množin.

Z axiomu konstruovatelnosti mimo jiné vyplývá axiom výběru (dokonce jeho silná verze) a také zobecněná hypotéza kontinua.
Třída konstruovatelných množin tvoří vnitřní model teorie množin - platí na ní všechny axiomy teorie množin (přesněji podoba těchto axiomů relativizovaná do {\displaystyle \mathbb {L} }. Je to tedy vhodný nástroj pro testování nezávislosti a bezespornosti různých hypotéz - pokud totiž nějaká hypotéza platí v modelu {\displaystyle \mathbb {L} }, pak je bezesporná s axiomy ZF.